# トゥモロー・ネバー・ノウズ
「トゥモロー・ネバー・ノウズ」（Tomorrow Never Knows）は、ビートルズの楽曲である。レノン＝マッカートニー名義となっているが、実質的にはジョン・レノンによって書かれた楽曲。1966年に発売された7作目のイギリス盤公式オリジナル・アルバム『リボルバー』の最後に収録された楽曲だが、レコーディングはアルバムのためのセッションで最初に行われた。ライブで演奏することを想定せずに制作したため、テープの逆回転をはじめとしたスタジオ技術が多く使用された。
歌詞は、ティモシー・リアリーらの共著『チベット死者の書サイケデリック・バージョン』に触発されて書かれたもの。イントロから全編にわたってタンブーラが演奏されドローンが表現されている。本作の特徴となるテープ・ループは、リズムトラックを再生しながらオーバー・ダビングされた。レノンのボーカルの一部に、ハモンドオルガン用のレズリースピーカーを使用してドップラー効果がかけられている。
『ピッチフォーク』が発表した「The 200 Greatest Songs of the 1960s」では第19位、『ローリング・ストーン』誌が発表した「The 100 Greatest Beatles Songs」では第18位にランクインした。

## 背景・曲の構成
1966年4月にマッカートニーはレノンを連れてインディカを訪れた。ここでレノンは、ティモシー・リアリー、ラルフ・メツナー、リチャード・アルパートらの共著『チベット死者の書サイケデリック・バージョン』を見つけた。リアリーらは、幻覚剤を使用した医療の可能性や、潜在的な神秘性を持つものとしての2つの側面から幻覚剤について研究を行なっていて、同書の中で8世紀の仏教の書を基に、幻覚剤による「自我の喪失」と幻覚剤から覚めた後の自我の再生についての解説がなされていた。レノンは同書を読んで、ドラッグが及ぼす影響を理解するための理論を習得し、「トゥモロー・ネバー・ノウズ」を書いた。
本作のタイトルは、「A Hard Day's Night」や「Eight Days a Week」と同様に、リンゴ・スターが何気なく呟いた一言に由来している。1964年初頭のテレビインタビューで、ワシントンD.C.にある在アメリカ合衆国イギリス大使館で発生した事件について訊かれた際に、スターは「Tomorrow never knows」という言葉を発していた。当初のタイトルは「Mark I」で、6月にレコーディングされた楽曲の最終ミックスを行なうまで、当時のEMIレコーディング・スタジオのレコーディング・シートにはこのタイトルが記載されていた。楽曲について、レノンは「タイトルはリンゴの言い回しから拝借して、重たい哲学的な詩を揃えてみたんだ」と語っている。
曲はテープ式のループ（繰返し音）が鳴り、それに合わせてミニマルなドラムやベースなどの演奏が始まる。楽曲はCのミクソリディアン・スケールで作られていて、ドローンのコードは基本的にCメジャーとなっているが、テープ・ループやボーカルのパートにおいてB♭メジャーに転調する。

## レコーディング

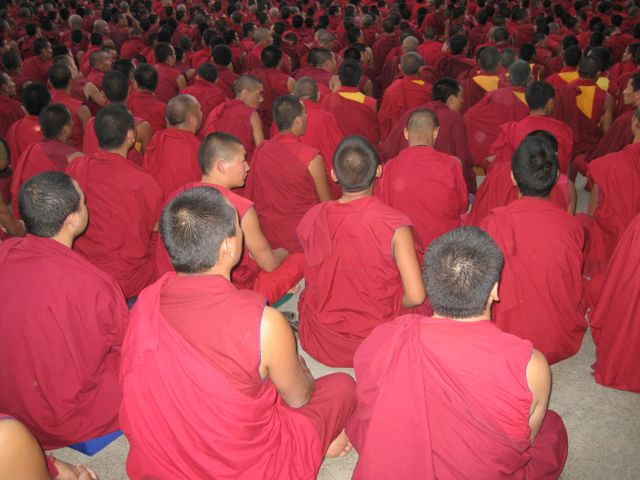
チベットセラ寺でのラマ教僧侶。

「トゥモロー・ネバー・ノウズ」は、アルバム『リボルバー』のためのセッションで最初にレコーディングされた楽曲で、1966年4月6日にEMIレコーディング・スタジオのスタジオ3でレコーディングが開始された。このセッションからジェフ・エメリックがレコーディング・エンジニアに昇進し、エメリックとプロデューサーのジョージ・マーティンによる後押しも相まって、完成した楽曲は従来の作品とは異なる仕上がりとなった。レノンは、楽曲にチベット仏教の儀式の雰囲気を取り入れることを考え、マーティンに「数千人ものチベットの僧侶が経典を唱えているような感じにしたい」と伝えた。この時トランス状態であったレノンは「天井から自分を吊して周りながら歌ったら、より面白い音が録れるのでは？」と提案し、実際に行なったがうまくいかなかった。そこで、エメリックはボーカルをハモンドオルガン用のレズリースピーカーを使ってドップラー効果を出すことで、レノンの要求を実現させた。
本作のレコ―ディングより、「2度歌わなくてもダブルトラッキングを機械で作り出せるようにしたい」というレノンの意向をもとに、EMIレコーディング・スタジオのテクニカル・エンジニアであるケン・タウンゼントが考案したADTという機能が導入され、以降アルバム『リボルバー』のレコ―ディング全体で楽曲に様々な効果をもたらした。なお、レノンのボーカルは、冒頭の3節がダブルトラッキングされ、レスリースピーカーに通したボーカルは逆回転させたギターソロの後のセクションで聴くことができる。
楽曲には、音を圧縮したドラム、逆回転させたギターやシンバル、ダブルトラッキングなどの音の処理が施されたボーカル、テープ・ループ、シタールとタンブーラのドローンが含まれている。テープ・ループは、カールハインツ・シュトックハウゼンの「少年の歌」に影響を受けたマッカートニーによって導入され、これはリズムトラックを再生しながらオーバー・ダビングされた。マッカートニーは他のメンバーにもテープ・ループを作成するように勧め、合計30本のテープ・ループが作成された。マーティンは、作成された30本のテープ・ループから16本を選び、楽曲中で使用した。テープ・ループはそれぞれ6秒ほどの長さだった。
テープ・ループのオーバー・ダビングは、4月7日に行なわれた。テープ・ループは、スタジオでテープ・レコーダーを回しながら、テープを鉛筆で引っ掛けながら再生ヘッドに当てて録音された。マーティンがステレオ・パンニングを変更し、エメリックがメーターを確認している間、メンバー4人はミキシング・コンソールのフェーダーを制御していた。
リリースされた音源では、以下のような5種類のテープ・ループが確認できる。
1. カモメの鳴き声に似せて回転速度を速めたマッカートニーの笑い声を録音したテープ・ループ（開始から7秒後に聴こえる）[注釈 1]。
2. Bメジャーのオーケストラ・コードを録音したテープ・ループ（開始から19秒後に聴こえる）。
3. フルートにセッティングしたメロトロンを録音したテープ・ループ（開始から22秒後に聴こえる）。
4. B♭とCを交互に繰り返し奏でるメロトロンを録音したテープ・ループ（開始から38秒後に聴こえる）。
5. 上昇するフレーズを演奏するシタールを録音したテープ・ループ。テープの回転速度が速められている（開始から55秒後に聴こえる）[32]。

なお、5種類のテープ・ループの内容については、セッション中に行なわれた処理により、実際にどのような音が含まれているのかは不明とされている。ロバート・ロドリゲスは、著書の中で「マッカートニーの笑い声を録音したループとB♭の長三和音を録音したループを除き、2種類のループにはそれぞれ逆回転とテープ回転速度の変更が施されたシタールの音が録音されていて、残りのループにはメロトロンによるストリングスとブラスの音が録音されている」と書いている。ケヴィン・ライアンとブライアン・ケヒューは共著で「2種類のループには、メロトロンではなくシタールが録音されていて、テープエコーがかけられたマンドリンもしくはアコースティック・ギターも含まれている」と書いている。曲の途中では、ハリスンが演奏したフレーズを逆回転させたギターソロと、マッカートニーが「テープソロ」と称したパートが含まれている。
4月22日の本作では最後のオーバー・ダビング・セッションが行なわれ、ハリスンのシタールとレスリースピーカーを通したレノンのボーカルが加えられた。

## リリース・評価
イギリスでは、7月にEMIがアルバム『リボルバー』の収録曲を各ラジオ局に配信していた。アルバム『リボルバー』は、1966年8月5日にパーロフォンから発売され、「トゥモロー・ネバー・ノウズ」はアルバムのエンディング・トラックとして収録された。1996年に発売された『ザ・ビートルズ・アンソロジー2』には、破棄されたテイク1が収録された。
ジャーナリストのトニー・ホールは、『レコード・ミラー』誌で本作を「ポップ・グループがこれまでに作った中で最も革新的な楽曲」と紹介した。オールミュージックのリッチー・アンターバーガーは、「その曲の構成とレコーディング方法の両方において、アルバム『リボルバー』で最も実験的でサイケデリックな楽曲」「歌詞は哲学的かつ実存的で、1966年であろうとその他の年であろうと、ポピュラー音楽の深い主題で謎めいた思想であった」と評している。『レコード・ミラー』誌のピーター・ジョーンズは「これからメッセージを得るには、ある種の聴覚顕微鏡が必要となる。それはとてつもなく説得力のあるリスニングだ」と評している。
マッカートニーは、4月22日のセッションで完成した本作を周囲の人間に聴かせており、5月2日に本作を聴いたボブ・ディランは「わかった。もううんざりだ」と否定的な反応をとり、ローリング・ストーンズやザ・フーのメンバーは本作に興味を示し、シラ・ブラックは「ただ笑っていた」という。
2006年に『ピッチフォーク』が発表した「The 200 Greatest Songs of the 1960s」では第19位、『Q』誌が発表した「The 100 Greatest Songs of All Time」では第75位にランクインした。その後、2011年にローリング・ストーン誌が発表した「100 Greatest Beatles Songs」では第18位、2001年の『アンカット』や2006年の『モジョ』誌での同様のリストでは第4位、2018年に『タイムアウト・ロンドン』誌が発表した「The 50 Best Beatles songs」では第2位にランクインした。

## 『LOVE』バージョン
2006年にシルク・ドゥ・ソレイユのショー『LOVE』がラスベガスで行なわれ、ジョージ・マーティンとその息子ジャイルズ・マーティンはサウンドトラックとして、80分に及ぶビートルズの楽曲をコラージュさせた音源を制作。その中で本作のリズムトラックと「ウィズイン・ユー・ウィズアウト・ユー」のボーカルとメロディをコラージュさせた音源が制作され、サウンドトラック・アルバム『LOVE』に「ウィズイン・ユー・ウィズアウト・ユー/トゥモロー・ネバー・ノウズ」（Within You Without You / Tomorrow Never Knows）というタイトルで収録された。
このマッシュアップ・バージョンについて、『ポップマターズ』のゼス・ランディーは「『ウィズイン・ユー・ウィズアウト・ユー』と『トゥモロー・ネバー・ノウズ』のマッシュアップは、おそらくアルバム全体で最もスリリングで効果的なトラックで、とくに超越的な2曲を1つに融合している」と評している。2009年に発売されたゲームソフト『The Beatles: Rock Band』（日本未発売）にも収録されたほか、2015年に発売された映像作品『1+』にはミュージック・ビデオが収録された。

## クレジット
※出典
- ジョン・レノン - ボーカル、ハモンドオルガン、メロトロン[61]、テープ・ループ（英語版）
- ポール・マッカートニー - ベース、テープ・ループ
- ジョージ・ハリスン - シタール、タンブーラ（英語版）、リードギター、テープ・ループ
- リンゴ・スター - ドラム、タンバリン、テープ・ループ
- ジョージ・マーティン - タック・ピアノ[61]

## 他のアーティストによるカバーや文化的影響

### カバー・バージョン
- ジュニア・パーカー - 1970年に発売されたアルバム『The Outside Man』に収録[62][63]。
- 801 - 1976年に行なわれたコンサートで演奏。9月3日のクイーン・エリザベス・ホール（英語版）での演奏が『801 ライヴ』に「TNK (Tomorrow Never Knows)」というタイトルで収録された[64]。Ultimate Classic Rockが発表した「10 Most Unique Beatles Cover Versions」で第6位にランクインした[65]。
- フィル・コリンズ - 1981年に発売されたアルバム『Face Value』に収録[66]。
- ジャド・フェア（英語版）&ダニエル・ジョンストン - 1989年に発売されたアルバム『It's Spooky』に収録[67]。
- アワ・レディ・ピース - 1996年に公開された映画『ザ・クラフト』のサウンドトラックとしてカバー[68]。
- 高橋幸宏 - 1988年に発売されたアルバム『EGO』に収録。
- NAKAKŌ - 2005年に発売されたジョン・レノンのトリビュート・アルバム『HAPPY BIRTHDAY, JOHN』に収録[69]。
- オアシス - 2007年にアルバム『サージェント・ペパーズ・ロンリー・ハーツ・クラブ・バンド』の発売40周年を記念して行なわれたトリビュート・ライブで、本作に似せたアレンジの「ウィズイン・ユー・ウィズアウト・ユー」を演奏[10]。
- タンジェリン・ドリーム - 2010年に発売されたアルバム『Booster II』に収録[70]。
- ハービー・ハンコック - 2010年に発売されたアルバム『イマジン・プロジェクト』に収録。ボーカルでデイヴ・マシューズが参加[71]。

### 文化的影響
音楽学者のウォルター・エヴェレットは、『リボルバー』を「革新的な電子音楽の例」とし、本作について「サイケデリック・ロックに対して非常に影響力があった」としている。エヴェレットは、本作でのスタジオ技術や音楽的な形式は、ピンク・フロイドの「パウ・R・トック・H」を中心にジミ・ヘンドリックスやフランク・ザッパらに、テープの逆回転を使用した曲作りは、ヘンドリックスやピンク・フロイド、バーズ、ザ・フー、エレクトリック・プルーンズ、スピリットらに、レスリースピーカーを通したボーカルは、ヘンドリックスやグレイトフル・デッド、ムーディー・ブルース、クリーム、イエス、レッド・ツェッペリン、ブラック・サバスらに影響を与えたとしている。
『ニューヨーク・タイムズ』紙のジョン・ペアレスは、「トゥモロー・ネバー・ノウズ」を「これから数十年の音楽への入口」とし、スティーヴ・ターナーは、著書の中で本作におけるサウンドのサンプリングやテープの操作が「ジミ・ヘンドリックスからジェイ・Zまでのすべてのアーティストに大きな影響を与えた」と書いている。
オアシスは、1995年に発表した「モーニング・グローリー」で「Tomorrow never knows what it doesn't know too soon」と歌っていて、ケミカル・ブラザーズはユニットの音楽の雛型として本作を挙げている。